# Magyar Hírlap
Magyar Hírlap – węgierski dziennik wydawany w Budapeszcie. Jest pismem o orientacji prorządowej. Został założony w 1968 roku.